# NGC 6966
NGC 6966 – gwiazda podwójna znajdująca się w gwiazdozbiorze Wodnika.
Jako pierwszy prawdopodobnie zaobserwował ją Heinrich Louis d’Arrest 26 lipca 1865 roku i skatalogował jako obiekt typu „mgławicowego” (możliwe też, że to nie tę gwiazdę wtedy obserwował tylko jedną z okolicznych galaktyk). 27 lipca 1884 roku gwiazdę podwójną obserwował Guillaume Bigourdan i także uznał ją za obiekt „mgławicowy”.